# طاقة الشبكة البلورية

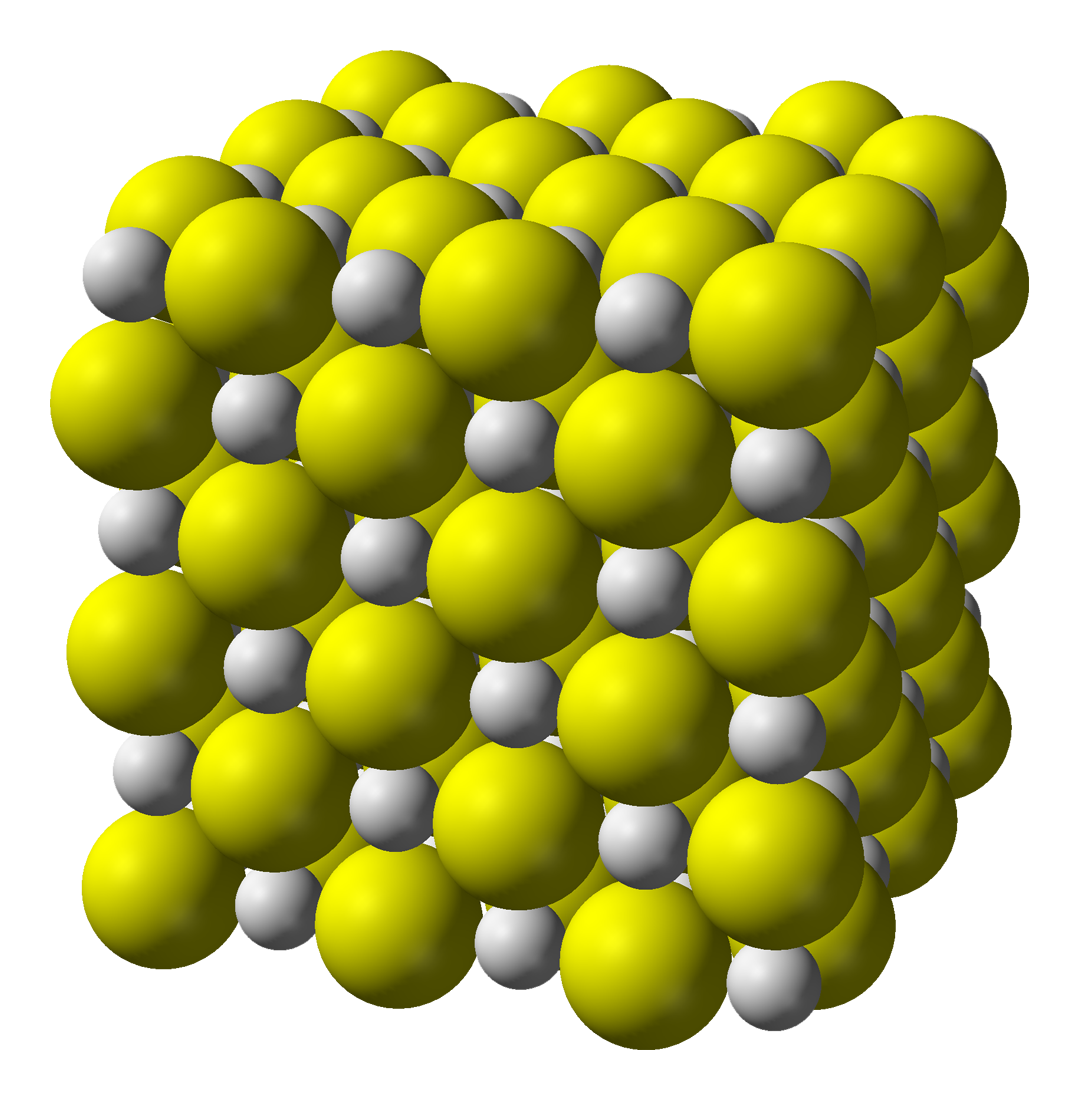
نموذج الشبكة البلورية لمركب كبريتيد الكالسيوم.

طاقة الشبكة البلورية هي مقدار الجهد الذي ينبغي بذله من أجل فصل مكوّنات المركبات الكيميائية من ذرّات أو أبونات أو جزيئات في الأجسام البلورية الصلبة وذلك إلى مسافة لا متناهية عن بعضهم البعض، وهي بذلك تعد أحد أنواع طاقة الارتباط. يوجد تعريف آخر، يأخذ الحالة المعاكسة بعين الاعتبار، وهو أن تكون طاقة الشبكة البلورية هي القيمة السالبة للطاقة الكامنة وذلك للذرات والأيونات والجزيئات عندما تكون في مسافة لامتناهية كي تقوم بالترابط في شبكة بلورية.
إن طاقة الشبكة البلورية للمركبات الأيونية مثل كلوريد الصوديوم والفلزات مثل الحديد وكذلك في المركبات التساهمية البوليميرية مثل الألماس تكون ذات قيمة كبيرة وذلك بالمقارنة مع الأجسام الصلبة التي ترتبط جزيئاتها مع بعضها البعض بواسطة قوى فان دير فالس على سبيل المثال.
لحساب طاقة الشبكة البلورية في المركبات الأيونية عن طريق ثابت ماديلونغ Madelung constant ومعادلة بورن-لانده Born–Landé equation ومعادلة كابوستينسكي Kapustinskii equation
تختلف طاقة الشبكة البلورية عن المحتوى الحراري للشبكة البلورية بشكل نوعي، حيث أن طاقة الشبكة البلورية هي طاقة داخلية. إن المحتوى الحراري للشبكة البلورية يأخذ بعين الاعتبار مقدار جهد الحجم المبذول {\displaystyle p\Delta V} مقابل ضغط خارجي ثابت. في حال تحديد محتوى حراري مولي للشبكة البلورية وذلك من أجل إبعاد مكوّنات جسم صلب عن بعضها البعض {\displaystyle \Delta _{G}H} فإن طاقة الشبكة البلورية المولية يعبّر عنها بالشكل {\displaystyle \Delta _{G}U=\Delta _{G}H-p\Delta V_{m}}. حيث أن {\displaystyle \Delta V_{m}} هنا هي مقدار تغيّر الحجم بالنسبة للكميّة المحددة.